# Чеч
Чеч или Чечко (името често се използва членувано Чеча, понякога Чеджлък, Чечлък) е бивше село и историко-географска област, разделена между Република България и Гърция. Населението на Чеч, живеещо в около 60 села, почти изцяло се състои от помаци с българско и малка част с турско самосъзнание, наричани от съседното християнско население чеченци, чечлии или чешлии. Използва се и наименованието гаджели, особено когато става въпрос за доспатските села.

## География
Областта Чеч е част от етнографската област Македония (съответно от Пиринска и Егейска Македония) и е разположена в югозападните части на Родопите и северните части на планината Боздаг (на гръцки Фалакро), като по-голямата ѝ част е в Гърция. Исторически областта се разделя на Неврокопски Чеч и Драмски Чеч, като Драмският е изцяло в Гърция, а Неврокопският е поделен между двете страни.
Западната граница на Неврокопския Чеч е ридът от дясната страна на Плетенската река между селата Гърмен и Долно Дряново, който на юг достига до река Места. Места е югозападната и южната граница на Неврокопския Чеч, но в подножието на Боздаг границата прехвърля реката и обхваща и селата Вършен, Сидерово и Пепелаш. Северозападната граница на Неврокопския Чеч е Дъбнишката река и билото, което продължава от реката на североизток, обхващайки територията на днешното горско стопанство Дикчан. Оттам границата се спуска по най-високото било от източната страна на Дъбраш, минава от западната страна на Барутин и Чавдар, които до 1787 година също са попадали в Неврокопско, като след това съвпада с Русковската и после с Орховската река до устието ѝ с Места.
Драмският Чеч обхваща източната част на планината Боздаг, поречието на Места до излизането ѝ от долината и територията на изток от Неврокопския Чеч до Ксантийските възвишения.

## История
Смята се, че името на областта произхожда от едноименно село, съществувало през XV век. В подробен регистър на тимари и хасове във вилаетите Кара су, Драма, Зъхна, Кешишлик, Сироз, Неврокоп, Тимур хисар и Селяник от 1478 – 1479 година, със сигнатура BOA, TD7 се споменава селото Чеч. Поименно са изброени главите на домакинствата в него:
| „ | Тимар на Яхши бей, син на Исмаил, кулоглу е. Хасса от орехи – половин дял, 200 [акчета]. Мюсюлмани: Халил, син на Иляс; Иса, негов брат; Базарлу, негов брат; Хадър, син на Иляс; Муса, син на Иляс; Хасан, син на Иляс; Хадър, син на Абдуллах; Якуб, син на Абдуллах; Хюсеин, син на Абдуллах; Касъм, син на Абдуллах; Атмаджа, син на Угурлу; Али, син на Угурлу; Хамза, син на Угурлу; Бехадър, син на Али; Карагьоз, син на Караджа; Атмаджа, негов брат; Мехмед, син на Караджа; Балабан; Айдън, син на Балабан; Мустафа, син на Абдуллах; Хамза, син на Абдуллах; Мехмед, син на Абдуллах; Али, брат на Балабан; Доган, син на Абдуллах; Мустафа, син на Абдуллах; Ширмерд, син на Абдуллах; Ахмед, син на Абдуллах; Али, син на Абдуллах; Юсуф, син на Абдуллах; [Друг] Доган, син на Абдуллах; Мехмед, син на Абдуллах; Кушлу; [Друг] Ширмерд, син на Абдуллах; Дауд, син на Абдуллах; Дауд, син на Абдуллах; Юсуф, син на Али; Вели, син на Атмаджа; Хамза, син на Атмаджа; Касъм, син на Атмаджа; Мустафа, син на Атмаджа; Саруджа, син на Димитри; Али, син на Абдуллах; Исхак, брат на Али; Курд, син на Абдуллах; Атмаджа, син на Абдуллах; Карагьоз, син на Атмаджа; Угурлу, син на Радослав; Хамза, син на Угурлу; Чакър, син на Сурко; Юсуф, син на Гьорго; Саруджа, син на Сурко; Караджа, син на Абдуллах; неверникът Добрик, негов брат; неверникът Димитри, син на Абдуллах; Хамза, син на Халил; Юсуф, син на Халил; Умур, син на Иса; Мехмеди, син на Иляс; Мустафа, брат на Бехадър; Сюлейман, син на Караджа; Али, син на Мустафа; Юсуф, брат на Хамза; Муса, син на Караджа; Али, син на Косил; Али, син на Курд Хасан; Балабан, син на Доган; Халил, брат на Ширмерд; Умур, син на Узун Али; Кушлу; Мустафа, син на Саруджа; Хамза, син на Саруджа; Ресил[?], син на Атмаджа; Вдовица Кала; вдовица Злата; вдовица Смила; Йомер, син на Абдуллах. Домакинства мюсюлмани – 73; неженени – 18; вдовици – 3. Неверници – 2. | “ |

Евгений Радушев отбелязва, че този подробен регистър е доказателство, че ислямът в този регион не е разпространен с терор. Освен Чеч, има още десетина села в региона, които също са почти напълно мюсюлмански към 1478 – 1479 година. Радушев отбелязва, че в цялата европейска част на империята освен в Чеча, толкова ранен процес на ислямизация се наблюдава още само на едно място – Босна. Според наблюденията на Радушев това село Чеч се намира някъде в близост до Радибош. Чеч като село повече не се споменава в регистрите и или е обезлюдено, или е със сменено име.
Но Чеч присъства в османските описи чак до превземането на областта от България, въпреки че първоначално не се споменава административният му статут, а по-късно става нахия. Впечатление прави, че едни и същи села в един и същи период са споменавани хем като принадлежащи към Чеч, хем принадлежащи към нахия Неврокоп или Драма. Първоначално дори на територията на Неврокопско са съществували други нахии, като нахия Калоян, в която попадали например селата Вълкосел и Кочан, както и нахиите Испанаполе и Кара су (Поместие). Това предполага, че тези нахии са част от предосманската административна система, а Чечът, бидейки и село, е някаква община от преди османското владичество. По-късно Чеч е обособен в отделна нахия, тъй като Неврокопската каза включвала над 123 села и била трудна за управление.
Процесът на разпространение на исляма се засилва през XVI век, а в началото на XVII почти всички села от Чеча са изцяло мюсюлмански, както показват документите BOA, MAD5 25; BOA, TD7; BOA, TD70; BOA, TD403; BOA, TD167; Mevkufat Kalemi No 8723 от Истанбул, както и ф.126, а.е. 4 и ф. 126, а.е. 9 от НБКМ – Ориенталски отдел.
Тахсин бей, който е мюдюр в Чечка нахия през 1898 година, пише: 
| „ | 70% от народа в Чеч говори български. Помаци са. Много сиромашна, много съсипана общност. Това, което ми направи впечатление в тази нахия е, че имамите бяха богати и влиятелни. Във всяко село в Чеч имамът беше важна персона, дори имаше и аги между имамите... Във всяко село имаше по един имам и един-двама аги, които правеха всичко да изгорят и унищожат селото. | “ |

Имамите, според Тахсин бей, са „катили в тюрбани“, които имат почти пълна власт в селата. В техните възможности са избягването на военна служба, продажбата на тютюна, посредничеството с различни представители на властта. Под 1% от населението на Чеч са грамотни, няма дори едно „истинско училище“.
След Балканските войни целият Драмски и половината Неврокопски Чеч попадат в Гърция, а другата половина от Неврокопския Чеч попада в България. Целият Чеч е отново в България по време на Втората световна война, но тогава вече местното население не живее там, тъй като е било разменено с гръцки бежанци от Турция по силата на Лозанския договор през 1923/4 година. Жителите на селата от гръцката част на Неврокопския Чеч са изселени предимно в региона на Малък Самоков, Лозенград, Одрин и Узункьопрю в Турция.

## Селища в България
- Община Сатовча: Боголин, Ваклиново, Вълкосел, Годешево, Долен, Жижево, Кочан, Крибул, Осина, Плетена, Сатовча, Слащен, Туховища, Фъргово
- Община Доспат: Бръщен, Любча, Црънча
- Община Гърмен: Долно Дряново, Крушево, Ореше
- Община Хаджидимово: Абланица, Беслен, Теплен

### Исторически
- Община Сатовча: Букорово, Пониква

## Селища в Гърция

### Неврокопски Чеч
- Дем Неврокоп: Борово (Потами), Вощица (Микромилия), Странен (Перасма).
- Дем Драма: Владиково (Оропедио), Ловчища (Каликарпо), Либан (Скалоти), Осеница (Сидиронеро), Попово село (Пападес)

#### Исторически
- Дем Неврокоп: Борен (Врахохори), Витово (Делта), Вършен (Вирсан), Долна Лакавица (Лакуда), Дъблен (Диплохори), Елешкьой, Избища (Агриокерасеа), Кашица (Критаристра), Колярба (Еримоклисия), Костен (Психро), Малошийца (Мелисомандра), Манастир (Еклисаки), Мъждел (Милопетра), Пепелаш (Мирсинеро), Перух (Агиос Петрос), Почан, Сидерово (Месовуни), Стареджик (Полилито), Тисово (Маврохори), Шурдилово
- Дем Драма: Бърхово (Кокиния), Вердженица (Воскотопи), Граждел (Магнисио), Дерекьой (Вати Ревма), Добряджил, Глум (Плакострото), Дряновица, Калчово (Врахотопос), Колюш (Клиста), Прибойна (Вунохори), Пулово (Евренес), Рашово (Лимон), Русково (Кесариано)

### Драмски Чеч
- Дем Бук: Джура (Прасинада), Катун (Дипотама), Лишен (Полинери)
- Дем Кръстополе: Калово (Дексамени), Халепа (Халепи)

#### Исторически
- Дем Драма: Бичово (Петротопос), Орхово (Ставродроми), Тиклиево (Кастаниес), Черешово (Тисавро), Юреказ
- Дем Бук: Балабан (Трахони), Бахан (Тригоно), Белен (Сили), Буково (Оксия), Горно Аликьой (Ано Мандрия), Горново (Вуноплагия), Даля (Потамаки), Долно Аликьой (Като Мандрия), Драчища (Мелисохори), Дур махала, Ибишлер (Парамеро), Карово (Керамяо), Капотчук (Поликипо), Коница (Певки), Краново (Рахула), Лакатина (Вунокорифи), Лещен (Фарасино), Лъджа (Термия), Пастрово (Каликруно), Радибош (Аеторахи), Радишани (Монопати), Томал (Авго), Тифута (Тихота), Холеван (Амисино), Чатак (Полигефиро), Черкишен (Сикидия), Чернягово (Строфес), Яхор (Диамесо)

Интересното е, че много от тези села, сред които се намират изброените от Кънчов, се споменават в ранен подробен регистър от 1478 – 1479 година. От регистъра става ясно, че тези села не са населени от тюрки, а от местно население, което към тази дата почти напълно е приело исляма. Кънчов е квалифицирал жителите на тези села като турци, но Евгений Радушев отбелязва, че това са помашки села, в които турският се е наложил, тъй като ислямът масово присъствал в тях още от средата на XV век.
Горният списък не отразява всички села в Чеч, тъй като за някои не може да се установят точните им координати, а други са прекалено малки, като например Цилингирови колиби, но за тях също липсват данни.

## Етимология
Българският лингвист Йордан Н. Иванов смята, че името Чеч идва от турското çeç, означаващо купен, купа сено, кръстец, макар и семантичната връзка да е неясна. Според други твърдения думата чеч означава „твърд камък“.